# 홍진경
홍진경(洪眞慶 1977년 12월 23일~)은 대한민국의 모델, 방송인, 배우이다.

## 학력
- 정의여자고등학교 졸업(1996년)
- 동국대학교 연극영화학과(졸업, 2001년)

## 출연 및 진행
| 연도      | 방송사 / 플랫폼 | 프로그램명                             | 비고     |
| --------- | --------------- | -------------------------------------- | -------- |
| -         | KBS             | 가족오락관                             | 게스트   |
| -         | SBS             | 기쁜우리 토요일 – 영자의 전성시대      | 출연     |
| -         | KBS             | TV는 사랑을 싣고                       | 출연     |
| -         | KBS             | 슈퍼선데이                             | 출연     |
| -         | SBS             | 아이러브 코미디                        | 출연     |
| -         | KBS             | 청춘                                   | 출연     |
| -         | MBC             | 남자 셋 여자 셋                        | 출연     |
| -         | MBC             | 점프                                   | 출연     |
| -         | MBC             | 전파견문록                             | 출연     |
| -         | KBS             | 테마쇼 환상특급                        | 출연     |
| -         | KBS             | 해피투게더                             | 출연     |
| -         | SBS             | 열려라 삐삐창고                        | 출연     |
| -         | SBS             | 매직아이                               | 출연     |
| -         | tvN             | 고래전쟁                               | 출연     |
| -         | KBS             | 네 멋대로 해라                         | 출연     |
| -         | TV조선          | 영수증을 보여줘                        | 출연     |
| -         | SBS             | 동상이몽, 괜찮아 괜찮아                | 출연     |
| -         | KBS2            | 언금술사                               | 출연     |
| -         | MBC             | 무한도전                               | 출연     |
| 2014      | SBS             | 패션왕코리아                           | 출연     |
| 2015      | MBC             | 마리틀 텔리비전                        | 출연     |
| 2015      | KBS JOY         | 한끼의 품격                            | 출연     |
| 2015      | TV조선          | 영수증을 보여줘                        | 출연     |
| 2015      | JTBC            | 학교 다녀오겠습니다                    | 출연     |
| 2016      | KBS2            | 언니들의 슬램덩크                      | 출연     |
| 2016      | SBS             | 2016 희망TV SBS – 희망노래방 부기부기  | 출연     |
| 2017      | KBS2            | 언니들의 슬램덩크 시즌 2               | 출연     |
| 2017      | tvN             | 수업을 바꿔라                          | 출연     |
| 2017      | JTBC            | 차이나는 클라스                        | 출연     |
| 2018      | KBS             | 볼빨간 당신                            | 출연     |
| 2018      | MBN             | 내친구 소개팅                          | 출연     |
| 2019      | KBS2            | 일자리 천국 굿잡                       | 출연     |
| 2019      | KBS2            | 신상출시 편스토랑                      | 출연     |
| 2020      | tvN             | 금요일 금요일 밤에                     | 출연     |
| 2020      | tvN             | 나의 첫 사회생활                       | 출연     |
| 2020      | tvN             | 아주 특별하고 스페셜한 내친구의 레시피 | 출연     |
| 2020      | 채널A, ENA      | 다시 뜨거워지고 싶은 애로부부          | 출연     |
| 2021      | SBS플러스       | 연애도사2                              | 출연     |
| 2021      | EBS1            | 채소가지구                             | 출연     |
| 2021      | YouTube         | 공부왕 찐천재                          | 출연     |
| 2021      | tvN             | 홍진경의 영화로운 덕후생활             | 출연     |
| 2021      | SBS플러스       | 연애도사                               | 출연     |
| 2021      | SBS             | 워맨스가 필요해                        | 출연     |
| 2021      | MBC             | 가나다 같이                            | 출연     |
| 2021      | NETFLIX         | 솔로지옥 (Singles Inferno)             | 출연     |
| 2021–2022 | tvN             | 엄마는 아이돌                          | 공동진행 |
| 2022      | JTBC            | 딸도둑들                               | 출연     |
| 2022      | MBC             | 루틴왕                                 | 출연     |
| 2022      | NETFLIX         | 솔로지옥2 (Singles Inferno 2)          | 출연     |
| 2022      | KBS2            | 자본주의학교                           | 공동진행 |
| 2022      | KBS2            | 요즘 것들이 수상해                     | 진행     |
| 2022–2024 | KBS2            | 홍김동전                               | 진행     |
| 2023      | JTBC            | 한국인의 식판                          | 출연     |
| 2023      | JTBC            | 안방판사                               | 출연     |
| 2023      | JTBC            | 짠당포                                 | 출연     |
| 2023      | TV조선          | 세모집                                 | 출연     |
| 2023      | NETFLIX         | 솔로지옥3 (Singles Inferno 3)          | 출연     |
| 2023      | 유튜브          | 핑계고                                 | 게스트   |
| 2024      | E채널           | 한끗차이                               | 출연     |
| 2024      | KBS JOY         | 홍판사판                               | 출연     |
| 2024      | JTBC            | 마이네임 이즈 가브리엘                 | 출연     |
| 2024      | MBN             | 토크백                                 | 출연     |
| 2024      | MBC             | 이유있는 건축                          | 출연     |
| 2024      | tvN             | 놀라운 증명                            | 출연     |
| 2024      | SBS             | 과몰입 인생사 시즌2                    | 공동진행 |
| 2024      | 유튜브          | 핑계고                                 | 게스트   |
| 2025      | MBC             | 다컸는데 안나가요                      | 출연     |
| 2025      | NETFLIX         | 도라이버                               | 출연     |
| 2025      | NETFLIX         | 솔로지옥4 (Singles Inferno 4)          | 출연     |
| 2025      | 유튜브          | 달려라 석진                            | 게스트   |

## 생애
1남 1녀 중 첫째로 태어난 홍진경은 고등학교 1학년 때인 1993년 제2회 SBS 슈퍼 모델 선발 대회에서 《베스트 포즈상》을 받고 연예계에 데뷔하였다.
우연한 기회로 게스트로 출연한 버라이어티쇼에서 MC로서의 두각을 드러내 모델활동 보다는 쇼MC로 활동을 활발하게 하게 된다. 데뷔는 모델로 했으나 정작 홍진경은 코미디언으로 스타덤에 올랐고 이름이 유명해지자 모델로서도 승승장구하기 시작했다.
2004년 홍진경은 주식회사 홍진경이라는 식품 회사를 설립하고 김치 사업을 시작했다. 김치를 시작으로 만두, 잡채, 갈비, 곰탕, 된장, 고추장, 각종 소스까지 다양한 식품군을 넓혀왔다. CJ홈쇼핑, GS홈쇼핑, 현대 홈쇼핑, 홈앤쇼핑 등 대한민국의 메이저 홈쇼핑에서 모두 판매하였고 온라인 쇼핑몰 김치 매출 1위의 자리를 오랜시간 지켜내었다.
2021년 개설한 YOUTUBE 공부왕 찐천재는 2025년인 현재 구독자 170만을 넘어섰다. 대한민국의 대선주자들, BLACKPINK, BTS, aespa를 비롯한 한국의 KPOP 스타들, 대장금의 이영애와 같은 한류스타들이 출연하였다. 현재까지도 업로드 되는 모든 콘텐츠들이 높은 조회수를 기록하며 국내는 물론 해외에서도 핫한 유투브로 자리매김을 하였다.
2010년대 이후 홍진경은 모든 연예 활동의 범주 활동에 드는 엔터테이너가 되었다. 모델, 코미디언, 쇼MC, DJ, 배우는 물론이고 언니쓰의 활동으로 가수의 활동까지 병행하고있다.
홍진경은 2005년부터 북한 탈북인들의 보호소인 여명학교와 첫 인연을 맺었다. 이후 아동 보육 교육 시설, 청소년 공부방과 쉼터, 유니세프, 월드비전 등 총 12개 단체에 후원금과 물품을 지원했다. 특히 대한민국 내 보육원 아이들의 전문적인 직업 교육을 위한 후원과 아시아 지역 30명의 아이들은 물론, 아이들이 사는 지역을 살리기 위하여 매달 기부활동을 해오고있다. 2012년 초엔 아프리카 차드 도바 지역에 자신의 딸 김라엘의 이름을 딴 '라엘탁아소'를 세운 등 대한민국 외의 해외 지역까지 후원을 넓혀왔다. 2025년에는 월드비전과 함께한 아프리카 여자아이들을 조혼으로부터 구하기 위한 캠페인을 펼치기도 하였다.

## 라디오 진행
- KBS 《홍진경의 가요 광장》(KBS 2FM)
- KBS 《홍진경의 2시》(KBS 2FM)
- MBC 《두시의 데이트》(MBC FM4U) - 고정 게스트

## 드라마
- 시트콤 《행복을 만들어 드립니다》 (1998년, KBS2)
- 드라마 《별에서 온 그대》 (2013~2014년, SBS) ... 홍사장 역
- 드라마 《푸른 바다의 전설》 (2016, SBS) ... 패션 포기 못하는 노숙자 역
- 드라마 《눈물의 여왕》 (2025, TVN) ... 탐정 역

## 광고
- 1993년 해태제과 우리또래
- 1994년 마이크로터치샤프
- 1995년 베네통
- 1995년 크라운제과 피자뒤틀이
- 1995년 롯데푸드 꼬쉬망
- 1995년 롯데푸드 바나바나
- 1995년 롯데푸드 마따모아스파게티
- 1995년 롯데푸드 무가당야채믹스
- 1995년 유니코스화장품 프로포제 유니크마스카라
- 1995년 코오롱제약 비코그린
- 1996년 신원에벤에셀 아이엔비유
- 1996년 롯데칠성음료 홍대추
- 1996년 신원유통 프라이비트
- 1997년 삼아제약 씨포켓
- 1998년 한국가스안전공사
- 1999년 정보통신부 이동전화 통신 예절 캠페인 (유재석, 강호동, 정선희와 함께 출연)
- 1999년 한라건설 일산 비발디아파트
- 1999년 오뚜기 열라면 용기 (주영훈과 함께 출연)
- 2002년 rujeans
- 2008년 1636
- 2012년 아벤트코리아 쏭레브
- 2016년 KT통화매니저
- 2016년 세사리빙
- 2016년 아모레퍼시픽 이니스프리 한란
- 2017년 이니스프리
- 2017년 삼성전자 삼성 페이
- 2019년 더존 위하고
- 2021년~2022년 메가스터디교육 엘리하이
- 2021년 가히 뷰티밤
- 2021년 안국약품 토비콤
- 2022년 SK텔레콤 Atozem
- 2022년 와디즈 스토어
- 2022년 HK이노엔 스칼프메드
- 2024년 코오롱 쿠론
- 2025년 radiwell

## 홍보대사
- 2007년 작은예수회 홍보대사
- 2015년 서울가톨릭사회복지회 홍보대사
- 2025년 서울가톨릭 외방선교회 홍보대사

## 수상 목록
- 1993년 제2회 슈퍼엘리트모델대회 베스트포즈상
- 2021년 올해의 브랜드 대상 엔터테이너 여자연예인 유투버 부분 공부왕 찐천재 홍진경
- 2022년 KBS 연예대상 베스트팀워크상 홍김동전
- 2023년 KBS 연예대상 쇼&버라이어티 부문 여자 최우수상
- 2023년 제1회 핑계고 시상식 우수상
- 2024년 제2회 핑계고 시상식 인기스타상
- 2024년 제60회 백상예술대상 TV 부문 여자예능상
- 2025년 대한민국 퍼스트 브랜드 여자 연예인 대상

## 앨범
- 2008년 `안암동(요리사의 요리 Theme)`(Digital Single)
- 2009년 `그대에게 가는 길`(Digital Single)
- 2010년 `양심 있는 유부녀`(Digital Single)

## 저서
- 《CmKm》(시공사.2005년.ISBN 89-527-4309-1)